# 로드 벤슨
로드 벤슨(Rod Benson), 1984년 10월 10일 ~ )은 前 원주 DB 프로미에 속해 있었던 미국의 농구 선수이다.